# 함석헌
함석헌(咸錫憲, 1901년 3월 13일 ~ 1989년 2월 4일)은 대한민국의 독립운동가, 종교인, 언론인, 출판인이며 기독교운동가, 시민사회운동가였다.

## 주요 이력
광복 이후 비폭력 인권 운동을 전개한 인권운동가, 언론인, 재야운동가, 문필가로 활약한 그의 본관은 강릉(江陵)이며 호는 신천(信天), 씨알, 바보새이다.
1919년 3.1 운동에 참여했다가 퇴학 당한 후, 사무원과 소학교 교사 등을 전전하다가 1928년부터 1938년까지 오산학교의 교사를 역임했다. 이후 교육, 언론 활동 등에 종사하다가 해방 후, 1947년 월남하였다. 이후에는 성서 강해 등을 하다가 1956년부터는 장준하의 사상계에 참여하여 정치, 시사 등에 대한 평론 활동, 신앙 활동, 반독재 민주화운동 등을 하였다.
그의 종교는 초기에는 일본 유학 중에 우치무라 간조의 영향을 받아 무교회주의자였다가 중기에는 기독교였으나 후기에는 장로회로 바꾼것이다,

## 학력
- 평안북도 용천 덕일소학교 수료
- 평안북도 용천 양시보통학교 졸업
- 평안남도 평양고등보통학교 중퇴(1955년 명예 졸업)
- 평안북도 정주 오산고등보통학교 졸업
- 일본 도쿄 고등사범학교 역사교육학과 전문학사

## 생애

### 가족 및 친인척 관계
- 부모: 함형택(부, 1880-1941), 김형도(모)
- 배우자: 황득순(1902-1978)
- 자녀
  - 함국용(장남)(1919북한)
  - 함은수(장녀)(1921북한)
  - 함은삼(차녀)(1926- )
  - 사위: 정승림(1924-2012)
    - 외손: 정광필,정현필

  - 함은자(3녀)(1929-2017)
  - 사위: 최진삼(1921-)
    - 외손: 최응일

  - 함우용(차남)(1931-)
  - 자부: 양영호
    - 친손: 함정해

  - 함은화(4녀)(1933-)
  - 사위: 서완근
    - 외손: 서천희

  - 함은선(5녀)(1940-)
  - 사위: 장기홍(1934-)
    - 외손: 장수범
- 형제
  - 함석혜(누나)
  - 함석란(누이동생)
  - 함석창(남동생)
  - 함석보(누이동생)(1910-2002)
- 직계 친인척
  - 함일형(5촌 숙부)
  - 함석은(6촌 형)(1892-1928)

### 초기 활동

#### 생애 초기
함석헌은 1901년 평안북도 용천에서 출생했다. 어려서 당숙 함일형(咸一亨)이 세운 한학 서당인 삼천재(三遷齋)에서 한학을 수학하다가 덕일소학교(德一小學校)에 입학, 1914년에 덕일소학교를 수료하고 그 해에 양시공립소학교에 편입하였다가 1916년 양시공립소학교를 졸업했다.
그해 평양고등보통학교에 진학하였으며 1917년에 황득순과 결혼하고, 1919년 평양 고등보통학교 3학년 재학 중에 숭실학교 교사로 있었던 6촌 형 함석은 등의 영향으로 학업을 중단하고 3·1 운동에 참가한 후, 3.1운동에 대한 반성문을 쓰면 복학시켜 준다는 일본인 교장의 제의를 거부하고 퇴학되어 2년간 학업을 중단한다. 이 시기에 함석헌은 수리조합 사무원과 소학교 선생 등을 하게 된다.

#### 청소년기

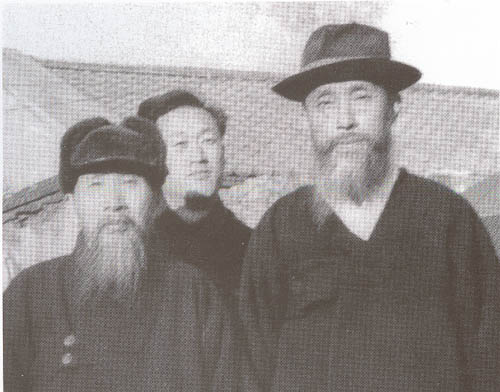
왼쪽이 류영모, 오른쪽이 함석헌

1921년 함석규 목사의 권유로 평안북도 정주(定州)에 있는 오산학교(五山學校) 3학년에 편입하여 수학했으며, 그곳에서 류영모를 만나 평생 스승으로 삼았다. 또한 이때 안창호, 이승훈, 이광수, 조만식 등과도 알게되어 그들로부터 민족주의 사상과 실력 양성론의 영향을 받게 된다. 그러나 후일 그는 맹목적인 민족주의와 국가주의에 비판적인 성향으로 돌아서게 된다.
1923년 오산학교를 졸업하고, 1924년 일본 동경고등사범학교 문과 1부에 입학하여, 우치무라 간조의 성서 집회에 참가하여 그의 무교회주의를 접했다.
동경고등사범학교 재학 중에 일본인 무교회주의자 우치무라(內村鑑三)의 성서연구에 깊이 영향을 받고 김교신(金敎臣), 송두용(宋斗用), 정상훈(鄭相勳), 유석동(柳錫東), 양인성(楊仁性)등과 함께 교회에 다니지 않고도 신앙을 유지하는 무교회주의 신앙클럽을 결성하였다. 1927년 동인지 《성서조선 聖書朝鮮》 창간에 참여하고 논객으로 글을 발표하기 시작하였다.

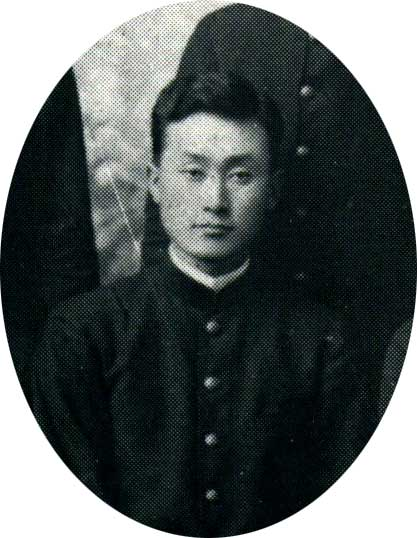
친구이자 동지인 김교신

1928년 동경고등사범학교 졸업(역사과 수석)과 동시에 귀국하여 오산학교에서 역사와 수신을 가르쳤다. 1934년~1935년에 동인지 《성서조선》에서 그의 주저인 〈성서적 입장에서 본 조선역사(뜻으로 본 한국역사)〉를 연재한다. 1940년 계우회 사건으로 일본 당국에 의해 투옥되어 평양 대동경찰서에서 1년간 구치되었다.
이후 1938년 3월까지 오산학교의 교사로 있다가 사임하였다.

### 언론, 문필 활동

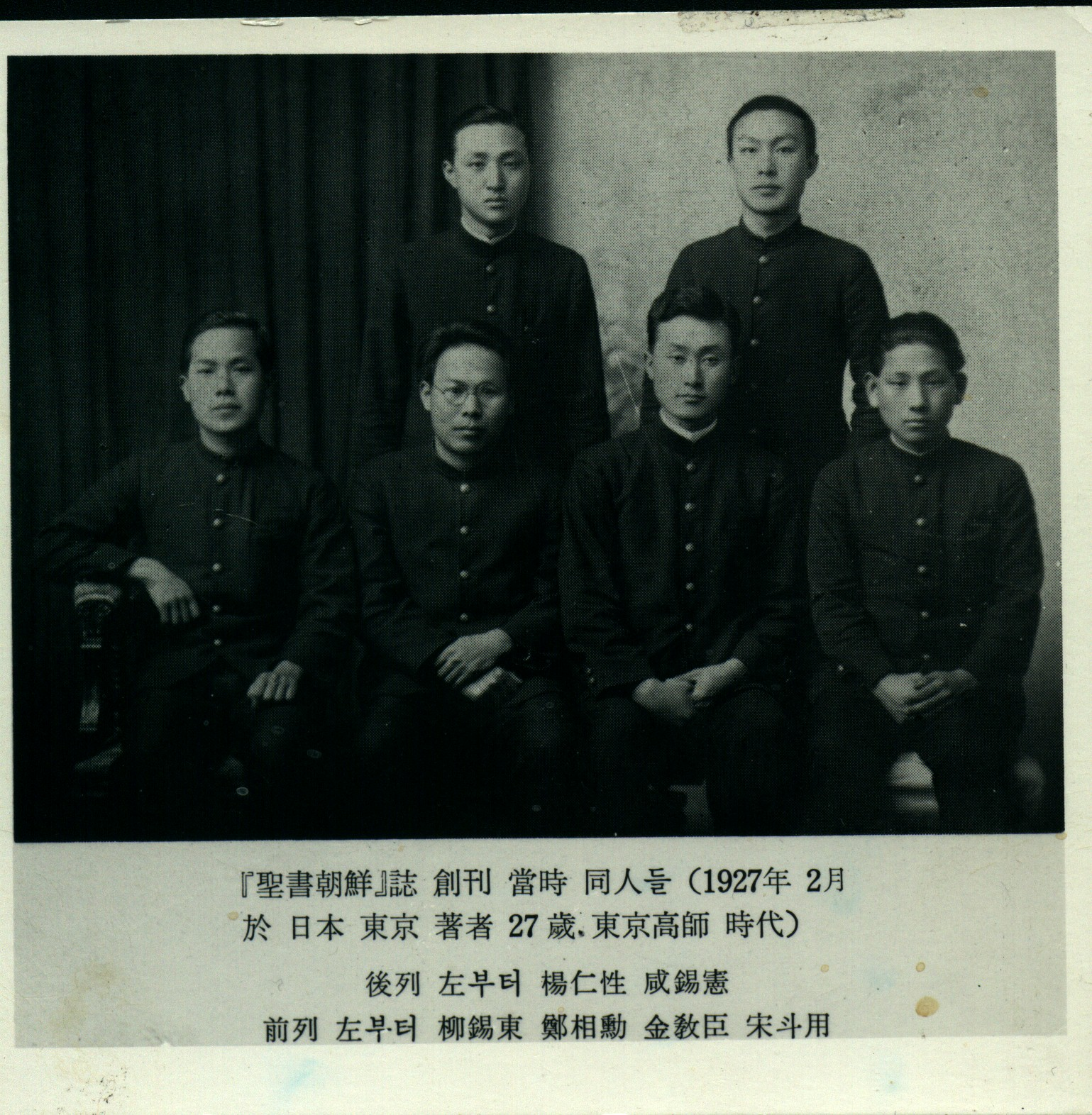
《성서조선》 창간호 멤버. 뒷줄 오른쪽이 함석헌.

1940년 평안남도 송산(松山)에서 김혁(金赫)이 운영하는 송산학원의 이사로 참여하여 활동하다가 계우회 사건(鷄友會事件)에 연루되어 평안남도 대동경찰서에 체포, 유치장에서 1년간 수감 생활을 하다가 1942년 초 풀려났다. 그러나 1942년 5월 《성서조선》(聖書朝鮮) 제 158호(폐간호)에 실린, 김교신의 〈조와〉(弔蛙)라는 우화로 관련자가 모두 투옥되는 성서조선 사건이 발생했다. 이로 인해 성서조선은 폐간되고, 함석헌은 서대문형무소에 미결수로 1943년 4월 1일까지 1년간 복역하였다(수형번호1588번).
1945년 혈맹의 친구였던, 김교신이 흥남에서 장티푸스로 별세하고, 그 해 8월 15일 해방을 맞이한다. 해방이 되자 그는 해방이 ‘도둑같이(아무도 모르게) 왔다’고 평하였다.

### 광복 이후 활동

#### 해방 직후
해방 후에는 반공 시위인 신의주 학생시위의 배후로 지목되어 조선민주주의인민공화국 당국에 의해 투옥되었다가 소련군에게서 풀려난 후 1947년 3월 17일 월남하였다. 조선민주주의인민공화국 탈출 전 그는 조만식을 만나고 오기도 했다.
1947년 3월부터 YMCA에서 성서강해를 계속하고, 이후 성서 강해와 신학, 종교적 강연 활동을 하였다. 또한 조만식의 추모 활동에도 참여하였다.

#### 정부 수립 이후

장준하

1950년 한국 전쟁 때는 대전을 거쳐 부산으로 피난갔다가 휴전 후 상경하였다. 이후 1956년부터 장준하 등의 천거로 《사상계》를 통해 논객으로 활약하였다. 1958년 '생각하는 백성이라야 산다'는 견해를 발표하면서 정부의 정책에 비평을 가하기 시작하였고, 1958년 5월 잡지 <사상계>에 발표한 칼럼 하나는 화제가 되었다.
| “ | 전쟁이 지나가면 서로 이겼노라 했다. 형제 쌈에 서로 이겼노라니 정말 진 것 아닌가? 어떤 승전축하를 할가? 슬피 울어도 부족한 일인데. 어느 군인도 어느 장교도 주는 훈장 자랑으로 달고 다녔지 '형제를 죽이고 훈장이 무슨 훈장이냐?' 하고 떼어던진 것을 보지 못했다. 로자는 전쟁에 이기면 상례로 처한다 했건만. 허기는 제이국민병 사건을 만들어내고 졸병의 못 밥 깍아서 제 집 짓고 호사하는 군인들께 바래기가 과한 일이다. 그러나 그것이 나라의 울타리인가? | ” |
|   | — 사상계 1958년 5월호 |   |

이 일로 그는 우익 인사들로부터 비판을 받았다. 그는 또 1959년 6.25 전쟁 관련자들에 대한 훈장 서훈 이야기가 나오자 "형제를 죽이고도 무슨 훈장이냐"라고 비판하였다. 이 사건을 계기로 국가보안법 위반으로 수감되었다가 풀려났다. "한국전쟁에 대해 비판하고 전쟁하는 국가와 거리를 두어보려는 목사를 한 번도 만나지 못한 것이 놀라운 일"이라고 일갈하기도 했다.

#### 제2공화국 시절

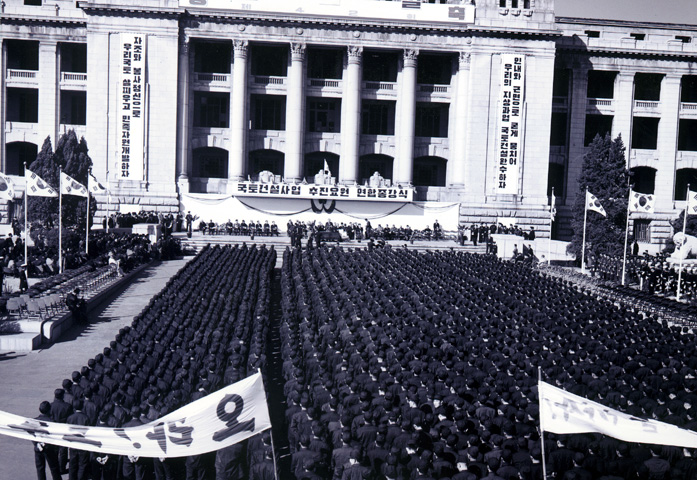
1961년 2월 국토건설단 수료식

1961년 장면이 국토건설단을 창설하고 강사를 초빙할 때, 국토건설요원 정신교육 담당 강사로 초빙되었다. 그러나 5·16 군사 정변으로 제2공화국이 붕괴되자 다시 야인으로 되돌아갔다. 1961년 5·16 군사 정변이 있자 모두가 침묵하고 있는 그해 7월 사상계에 발표한 정치평론인 '5·16을 어떻게 볼까'라는 글을 통해 신랄한 비판을 하여 군정 인사들과 갈등을 빚기도 했다.
1962년 미국 국무성내 기독교 신자 정치인들의 특별 초청으로 미국을 방문하고 돌아왔다. 방미하였을 때 퀘이커교파(Quaker敎派) 인사들과 만나 친분관계를 형성하고 돌아왔다. 이후 1989년까지 매년 미국 정계의 기독교인사들의 초청을 받고 미국을 방문하기도 했다.

### 생애 후반

#### 좌익 민주화 운동
제3공화국 출범 후에는 종교인으로서 한일회담에 반대하는 등 사회운동에 참여했다.
1967년 장준하의 국회의원 총선거 옥중출마를 지원하기도 하였다. 그는 이승만 정권 즉, 자유당 정권 시절부터 좌익 운동에 참여하여 3선 개헌에 반대하였으며 이후 10월 유신 이후 민주화 운동에 앞장서서 수차례 투옥되었다. 1969년 4월 19일에는 4.19 10주년 기념 강연을 마친 뒤 침묵 시위에 들어가기도 했다.
1970년에는 정치, 시사평론을 실은 월간잡지 《씨알의 소리》를 창간하였으나 정권의 탄압을 받기도 했다. 이후 씨알의 소리의 발행인, 편집인, 주간 등으로 있으면서, 장준하 등 재야 언론인들을 필진으로 영입하고 1980년 1월 폐간당할 때까지 신진 문인들을 발간하였으며, 글과 강연 등을 통해 민중 계몽운동을 폈다.
1974년 7월 인혁당 사건 관련자에 대한 탄원서에 서명하였다.
10·26 사건 이후 통일주체국민회의에서 대통령 간선제를 고수하자 윤보선 등과 함께 대통령 직선제를 요구하기도 했다.
11월 24일 YWCA 위장 결혼식에 참석하였다가 사건에 연루되어 윤보선과 함께 재판정에 섰다. 1980년 1월 YWCA 위장결혼식 사건 선고 공판에 출석하였다. 1980년 1월 25일 수경사 보통군법회의의 최종상고심에서 윤보선은 징역 2년, 함석헌은 징역 1년을 선고받았으나 후에 복권되었다. 1980년 신군부 즉 전두환 정권의 탄압으로 《씨알의 소리》는 강제 폐간되었다가, 1988년 12월 복간되어 2011년 7월 현재 217호까지 출간되어오고 있다.

#### 제5공화국 시절
제5공화국을 거치면서도 민주화운동을 계속하다가 1984년에는 민주통일 국민회의 고문을 지냈다. 1985년 민주쟁취 국민운동본부 고문이 되었다.
그는 국가주의와 민족주의에 반대하였다. 한 인터뷰에서 그는 '민족통합을 참으로 하려면 우리의 대적이 누군가부터 분명히 알아야 합니다. 우리를 분열시킨 도둑이 누구입니까? 일본? 미국? 소련? 중공? 아닙니다. 어느 다른 민족이나 이데올로기 때문이 아닙니다. 국민을 종으로 만드는 국가지상주의 때문입니다. 이제 정치는 옛날처럼 다스림이 아닙니다. 통치가 아닙니다. 군국주의 시대에조차 군림은 하지만 통치는 아니한다는 말이 있었습니다. 참 좋은 군주는 그래야 한다 말입니다. 그런데 이 민주주의 시대에, 나라의 주인이 민중이라면서 민중을 다스리려해서 되겠습니까? 분명히 말합니다. 남북을 구별할 것 없이 지금 있는 정권들은 다스리려는 정권이지 주인인 민중의 심부름을 하려는 충실한 정부가 아닙니다. 그런 것들이 설혹 통일을 한다해도 그것은 정복이지 통일이 아닙니다. 민중의 불행이 더해질 뿐입니다. 나는 그래서 반대합니다.'라고 밝히기도 했다. 국가주의와 민족지상주의는 개인으로 하여금 권리와 자유를 스스로 반납하는 주요한 근거가 된다는 것이 그의 견해였다.
1984년 민주쟁취국민운동본부 고문에 위촉됐다. 또한 동아일보로부터 제1회 인촌상을 수여받았다.

#### 말년
성서뿐만 아니라 동서양의 각 고전을 섭렵하여 자신의 사상으로 소화하여, 씨알사상이라는 비폭력, 민주, 평화 이념을 제창하였다. 비폭력주의 신조로 말미암아 “한국의 간디”라는 별명을 가지고 있기도 하다. 사회 평론뿐만 아니라 《도덕경》 등의 각종 동양 고전 주해도 행하였고, 그리고 시를 창작하기도 했다. 1989년 서울대학교 병원에서 입원, 그해 서울대 병원에서 별세하였다(향년 87세).

### 사후
장지는 경기도 연천군 전곡읍 간파리의 가족산에 매장되었다가, 2002년 독립유공자로 선정되어 건국포장 수훈 이후 묘소가 대전 현충원(애국지사 제3-329 묘역)으로 이장되었다.
일본 유학 시절 우치무라 간조의 제자였던 함석헌은 김교신, 송두용 등과 함께 초창기 한국 무교회주의 기독교 운동을 하였고, 퀘이커 모임(1961년과 1967년)을 계기로 퀘이커 신자가 되었다. 상훈으로 1987년 제1회 인촌상과 2002년 건국포장을 받았다.
일대기로 《내가 본 함석헌》, 《함석헌 평전》이 있다.

## 사상과 신념

### 무교회주의
그는 김교신 등과 함께 무교회주의 운동을 하기도 했다. 이는 일본 유학 시절, 동경고등사범학교 재학 중에 일본인 무교회주의자 우치무라 간조(內村鑑三)의 성서연구에 깊이 영향을 받고 김교신(金敎臣), 송두용(宋斗用), 정상훈(鄭相勳) 양인성(梁仁性), 유석동(柳錫東)등과 함께 교회에 다니지 않고도 신앙을 유지하는 무교회주의 신앙클럽을 결성하였다.
귀국 후에도 무교회주의에 대한 신념을 버리지 않았다. 일본인 신학자 우치무라 간조의 성서집회의 영향을 받은 그는 이후 줄곧 무교회주의를 주장하게 되었다.

## 논란

### 사회진화론 추종자 논란
2010년 함석헌이 사회진화론 추종자인가 아닌가 하는 내용을 두고 관련 학계에서 논란이 일고 있다. 2009년 3월 함석헌평화포럼 공동대표인 김영호 인하대 명예교수는 한길사에서 30권으로 발간한 ’함석헌 저작집’에 실은 글 '함석헌 저작집 발간에 부치는 말'에서 그가 사회진화론자라고 주장했다. 당시 함석헌씨알사상연구원장이던 김영호는 함석헌을 사회진화론자로 소개하며, 함석헌 사상에서 거듭 반복되는 일관된 주제 가운데 하나로 사회진화론을 들었다.

#### 반론
이에 대해 함석헌이 창간한 잡지 ’씨알의 소리’ 편집위원인 김상봉 전남대 교수는 '씨알의 소리' 2010년 1~2월호에 반론인 '함석헌과 사회진화론의 문제'를 실어 “함석헌의 철학과 사회진화론은 물과 기름처럼 양립할 수 없는 사상”이라고 반박했다. 김상봉 교수는 “사회진화론은 전쟁으로 열등한 종족이 도태되고 상대적으로 우수한 종족들만이 살아남아 인류가 발전했다는 것”이라며 “사회진화론자들은 약자가 도태되는 것은 자연적인 필연이므로 이를 인위적으로 막는 것은 자연법칙을 거스르는 일이라고 본다”고 설명했다.
이어 그는 “만물을 짓고, 만물을 유지하고, 뜻을 이뤄가는 것은 힘이 아니라 사랑”이라고 말한 함석헌의 글을 인용하며 함석헌 사상은 ’힘의 철학’이 아니라 '사랑의 철학'이기 때문에 사회진화론과 양립할 수 없다고 반박했다. 김상봉은 이어 함석헌이 ’생명은 나와 남을 구별하지 않는 하나’라고 지적하였다. 김상봉은 함석헌이 평소 민족이기주의와 국가지상주의를 비판했다는 점을 지적하며 “(함석헌에게) 사회진화론이라는 이름표를 붙이는 것이 가능하지 않다”고 강조했다.
2010년 김영호는 3월 16일 열린 함석헌학회 창립총회 기념 학술발표에서 ’함석헌과 사회진화론’이라는 제목의 글을 통해 김상봉 교수의 주장을 재반박하고 나섰다. 김영호 교수는 ’함석헌은 사회/전체의 진화를 주장하지 않았는가’라는 부제가 달린 이 글을 통해 "김상봉 교수의 주장은 자신이 쓴 '사회 진화론'을 '사회다윈주의(Social Darwinism)'로 오해한 것'이라고 반박하였다. 그에 따르면 ’사회진화론’에는 김상봉 교수가 받아들인 '사회다윈주의' 말고도 여러 가지 다른 일반론이 있다고 하였다. 그는 함석헌이 쓴 “지금까지 생각의 주체는 개인이었지만 앞으로는 커뮤니티이다. 그런 역사의 진화단계가 지금이다”라는 글을 인용하며 함석헌이 전체사회, 곧 인류공동체로서의 사회의 진화를 통찰했다고 강조하였다.

### 투사론에 대한 반론
함석헌은 '누가 나처럼 수줍은 놈을 미친놈을 만들어 놓았느냐'라고 하기도 했다.
고려대학교 화학공학과 교수를 역임한 철학자 김용준은 함석헌이 철학자라고 하였다. 그는 "나는 화학 빼고는 다 함선생님한테 배웠다고. 요즘 사람들은 함석헌하면 마치 주먹질만 하는 사람으로 아는데 그것은 넌센스야. 그건 함선생님의 일부분이고 80퍼센트는 도를 찾아 헤맸던 구도자"라고 하였다.

## 기타
- 그는 한국 전쟁 직전 전쟁을 예상하였다 한다. 김용준에 의하면 '6.25 바로 일주일 전에 함석헌이 “이 백성들이 왜 이러지. 지금 밑에서는 용암이 이글이글 타오르는데 그 위에 살짝 덮힌 암반을 마치 만세반석처럼 여기고 까불고 있으니 이게 언제 터질지 몰라” 하고 말씀을 하시더라[8]'는 것이다.
- 1979년, 1985년 등 2차례에 걸쳐 미국 퀘이커 세계 봉사회가 함석헌을 노벨 평화상 후보로 추천했다. AFSC는 1947년 노벨 평화상을 수상한 이래로, 노벨 평화상 후보추천규정에 따라, 해마다 후보를 추천해오고 있다.[9]
- 박노자는 자신의 칼럼 '국가의 살인'에서 "20세기 한반도의 유일하다 싶은 기독교적 평화주의 사상가"로 불렀다.

## 방송 출연
- 1988년 4월 13일 KBS 《11시에 만납시다》씨알의 편에 서서 함석헌

## 같이 보기
| - 함석헌기념사업회 - 사상계 - 씨알의 소리 - 류영모 - 조만식 - 이광수 - 안창호 - 윤치호 - 이윤영 - 장면 - 김용준 | - 김교신 - 무교회주의 - 퀘이커 - 최남선 - 장준하 - 정일형 - 리영희 - 선우휘 - 선우기성 - 계훈제 - 한근조 |

## 저작

### 저서
- 성서적 입장에서 본 조선역사, 1948
- 인간혁명, 1961
- 역사와 민족, 1964
- 뜻으로 본 한국역사, 1967
- 통일의 길, 1984
- 한국 기독교는 무엇을 하려는가, 1984
- <함석헌 저작집> , 2009
- 시집, 수평선 너머, 2009.

### 번역서
- 간디 자서전 - 마하트마 간디
- 예언자 - 칼릴 지브란
- 바가바드 기타

## 사진

함석헌
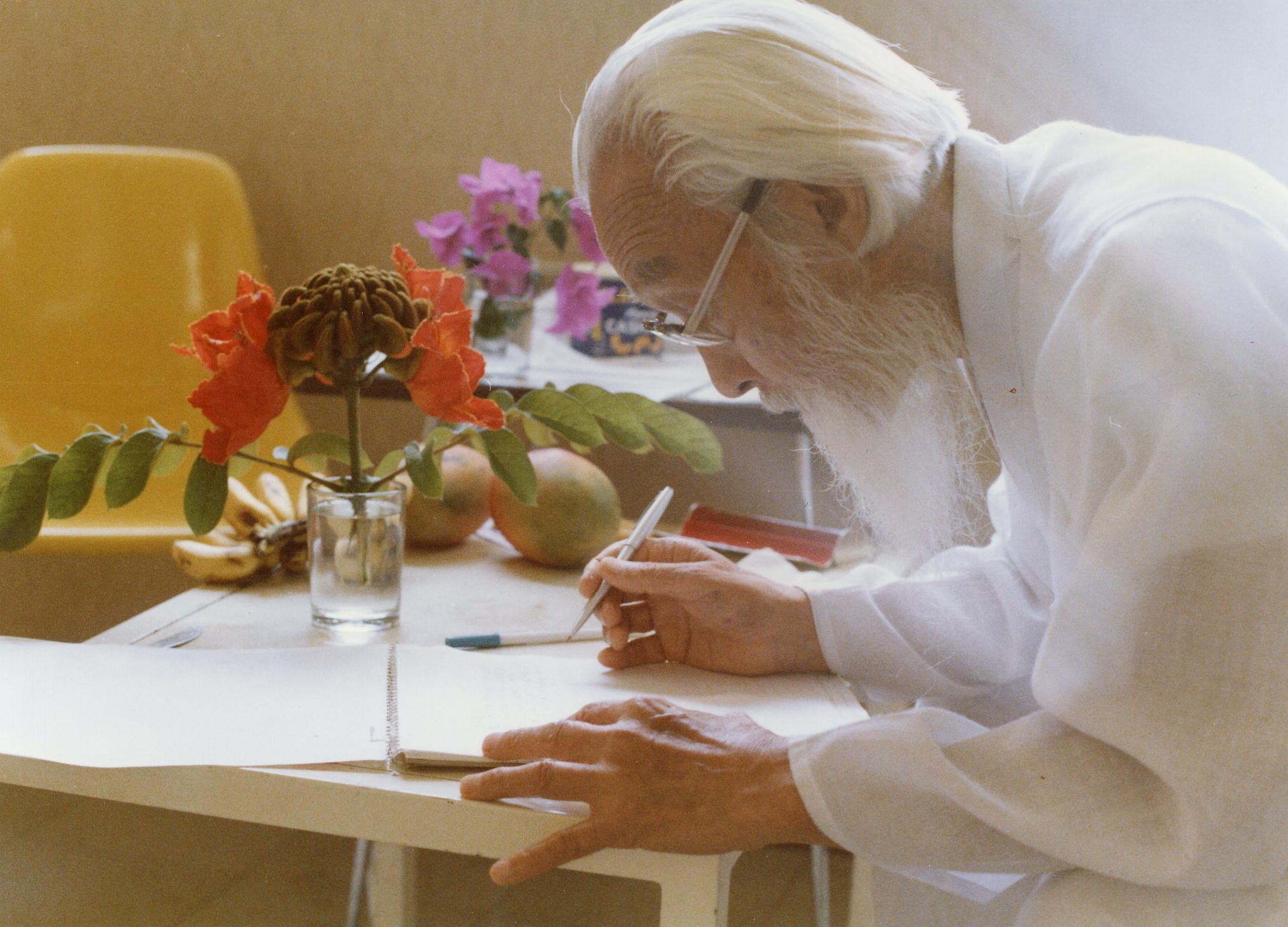
붓글을 쓰는 함석헌
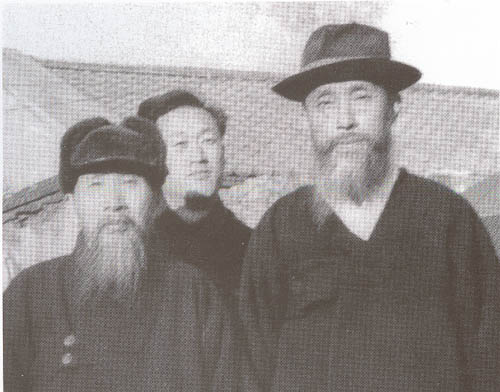
함석헌(좌),스승 류영모(우), 김흥호(뒤)
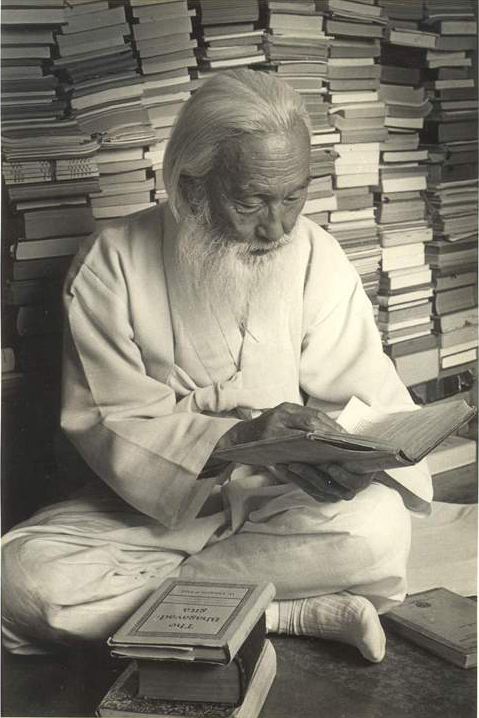
서재에서 독서를 하는 함석헌